# باتريك بارلو
باتريك بارلو (بالإنجليزية: Patrick Barlow)‏ هو كاتب مسرحي وممثل بريطاني، ولد في 18 مارس 1947 في إنجلترا في المملكة المتحدة.

## أعمال

### أفلام
- (1998) شكسبير عاشقا[4]
- (2001) مذكرات بريدجيت جونز[5]

## وصلات خارجية
- باتريك بارلو على موقع IMDb (الإنجليزية)
- باتريك بارلو على موقع ألو سيني (الفرنسية)
- باتريك بارلو على موقع ميوزك برينز (الإنجليزية)
- باتريك بارلو على موقع أول موفي (الإنجليزية)
- باتريك بارلو على موقع قاعدة بيانات برودواي على الإنترنت (الإنجليزية)
- باتريك بارلو على موقع قاعدة بيانات الأفلام السويدية (السويدية)
- باتريك بارلو على موقع قاعدة بيانات الفيلم (الإنجليزية)
- باتريك بارلو على موقع كينوبويسك (الروسية)